# Vina (snaarinstrument)

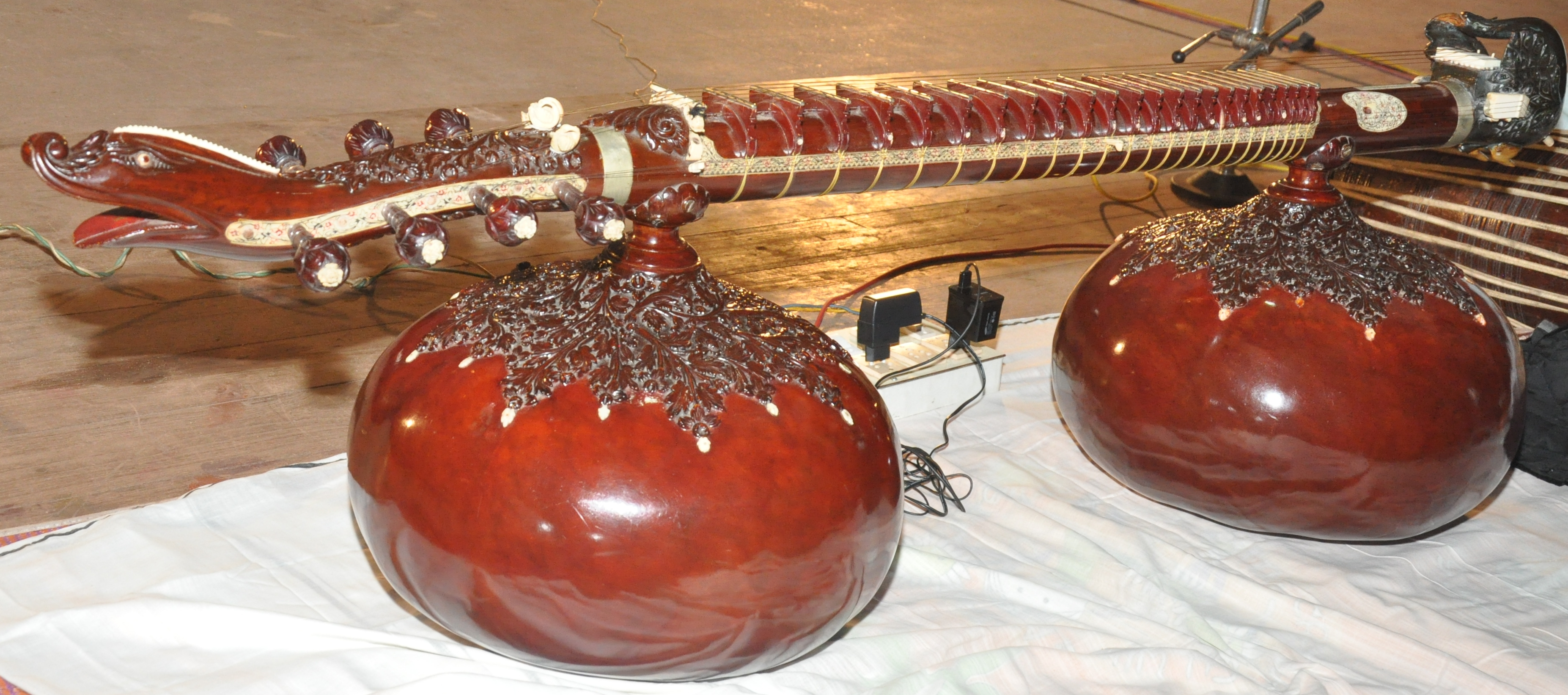
Rudra-vina

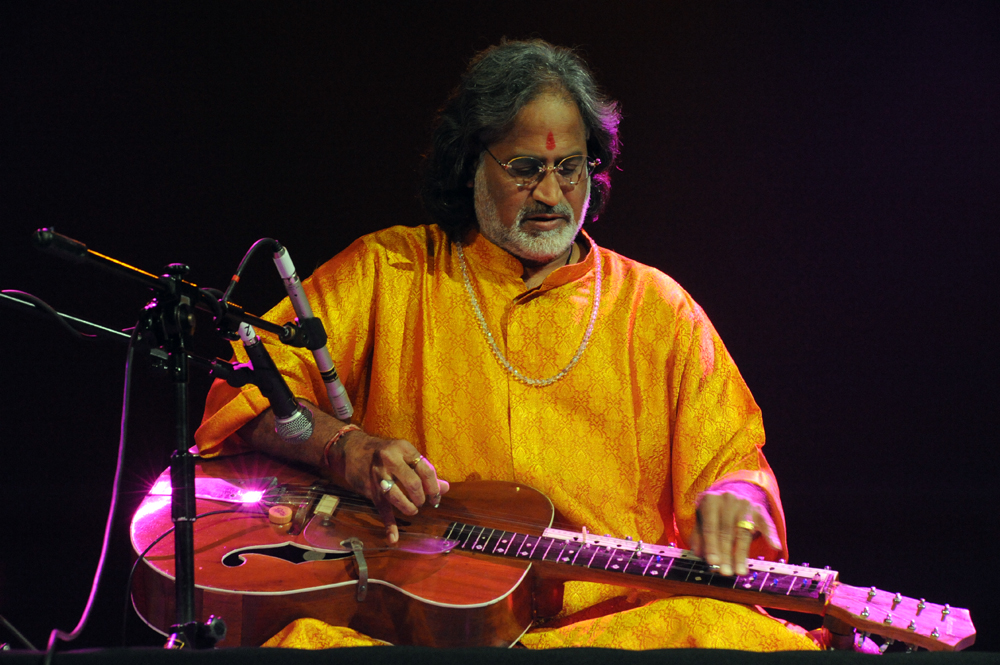
Vishwa Mohan Bhatt bespeelt de mohan-vina

Vina (Sanskriet: वीणा) is de algemene benaming in India voor een snaarinstrument. De oudste vina was een soort harp die nog voortleeft in de saung of Birmese harp. Allengs werden met vina meer luitachtige instrumenten aangeduid, en tegenwoordig zelfs een soort gitaren die in India ontwikkeld worden.
Er zijn verschillende soorten vina's
- met frets

Rudra-vina, een getokkeld instrument dat wordt gebruikt in Hindoestaanse muziek
Saraswati-vina, een getokkeld instrument dat wordt gebruikt in Carnatische muziek
- zonder frets

Vichitra-vina, een getokkeld instrument dat wordt gebruikt in Hindoestaanse muziek
Chitra-vina of gottuvadhyam, een getokkeld instrument dat wordt gebruikt in Carnatische muziek
- gitaar

Mohan-vina, een slide-gitaar
Shatatantri-vina, een oude Indiase vorm van de santoor